# İrem Helvacıoğlu
İrem Helvacıoğlu (* 2. Februar 1990 in Deutschland) ist eine türkische Schauspielerin.

## Leben und Karriere
Helvacıoğlu wurde am 2. Februar 1990 in Deutschland geboren. Ihre Familie stammt aus Ankara. Ihr Debüt gab sie 2010 in der Fernsehserie Behzat Ç. Bir Ankara Polisiyesi. Danach spielte sie 2014 in dem Film Aşkın Dili mit. Außerdem wurde sie für die Serien Muhteşem Yüzyıl, Tal der Wölfe – Hinterhalt und Güneşin Kızları gecastet. 
Unter anderem bekam sie Hauptrollen in Organik Aşk Hikâyeleri, Babası und Kızım ve Ben. 2016 trat sie in No 309 auf.  Helvacıoğlu war in Sen Anlat Karadeniz zu sehen. 2020 spielte sie die Hauptrolle in Seni Çok Bekledim.

## Filmografie
Filme
- 2014: Gemma Bovery
- 2016: Organik Aşk Hikâyeleri
- 2017: Babası
- 2018: Kızım ve Ben
- 2020: Eflatun

Serien
- 2010: Behzat Ç. Bir Ankara Polisiyesi
- 2012: Muhteşem Yüzyıl
- 2013–2014: Tal der Wölfe – Hinterhalt
- 2015: Güneşin Kızları
- 2016–2017: No 309
- 2018–2019: Sen Anlat Karadeniz
- 2021: Seni Çok Bekledim
- 2021: Baş Belası
- 2022: Annenin Sırrıdır Çocuk
- seit 2022: Kaçış
- seit 2022: Yürek Çıkmazı